# Oliwia Woś
Oliwia Woś (ur. 15 sierpnia 1999 w Oleśnie) – polska piłkarka grająca na pozycji obrończyni w szwajcarskim klubie FC Basel oraz reprezentacji Polski. Wychowanka FSV Witten i VfL Bochum.

## Kariera reprezentacyjna
W 2017 roku Woś zadebiutowała w seniorskiej reprezentacji Polski w meczu przeciwko Estonii. 13 czerwca 2025 roku Woś została powołana do kadry Polski na Mistrzostwa Europy Kobiet UEFA 2025. Zagrała we wszystkich 3 meczach na EURO.

## Sukcesy
FC Zürich
- Mistrzostwo Szwajcarii: 2022/2023